# Eliano Fantuzzi
Eliano Fantuzzi (Modena, 25 settembre 1909 – Verona, 24 maggio 1987) è stato un pittore italiano.

## Biografia
Trasferitosi con la famiglia a Verona, scopre sin da piccolo la sua passione per la pittura. Frequenta il liceo artistico e poi l'Accademia di Belle Arti Cignaroli.
Il suo primo lavoro, introvabile, rappresenta Gaio Muzio Scevola che si brucia la mano.
Sognando l'impressionismo francese, si trasferisce a Parigi nel 1924, quando ormai già prendeva piede in Europa l'espressionismo.
In città trova piccoli lavori per vivere, riuscendo a organizzare mostre per esporre le sue opere, grazie alle quali attraversa periodi di discreta fortuna. Nel 1939 si arruola nell'esercito francese e nel 1943 rientra in Italia. Nel 1947 è invitato alla V Quadriennale d'Arte di Roma. Nel 1948 viene chiamato dall'emiro Ibim Saud a decorare la reggia saudita di Taif. Vive presso l'emiro sino al 1952, affrescando il salone dei ricevimenti. Tornato a Roma, è invitato alla VI Quadriennale di Roma e alla XXVI Biennale di Venezia. Nel 1953 vince un premio acquisto alla prima edizione del Premio Spoleto.
Nell'aprile del 1963, al concorso ''Pittura in Ciociaria'' presso l'Abbazia di Casamari, è componente della giuria presieduta da Giorgio de Chirico.
Prediligendo le ambientazioni notturne, il suo stile pittorico è influenzato nei temi e nelle scelte cromatiche della Scuola romana, con influenze venete. Con Giorgio de Chirico risultava essere tra gli artisti più copiati in Italia.
Muore a Verona nel 1987.